# Se piovesse il tuo nome
Se piovesse il tuo nome è un singolo della cantautrice italiana Elisa, pubblicato il 28 settembre 2018 come secondo estratto dal decimo album in studio Diari aperti. Il brano è stato inserito al sesto posto tra i Migliori singoli italiani del 2018 da Rolling Stone Italia.

## Descrizione
Il brano è stato scritto da Calcutta insieme a Vanni Casagrande e Dardust. Il testo della canzone è incentrato sull'amore: parla di un rapporto che, nonostante sia finito, è comunque presente e si fa sentire. La cantante non riesce a placare la sua “sete d'amore”, nonostante la città sia piena di fontane. Emerge così l'idea di poter riportare dentro di sé la persona amata, bevendone il nome che cade sotto forma di pioggia. In un lungo post di ringraziamenti a Calcutta, pubblicato su Instagram, Elisa ha dichiarato i suoi sentimenti riguardo alla canzone, affermando:

## Promozione
Il 27 settembre 2018, poco dopo aver condiviso la lista tracce completa di Diari Aperti, l'uscita del singolo è stata annunciata da Elisa su Instagram in un video realizzato insieme ai suoi figli.
L'11 novembre 2018 si è esibita con il brano nel corso del programma Che tempo che fa.

## Accoglienza
Oriana Meo di All Music Italia definisce il brano musicalmente come l'unione tra il pop e il cantautorato italiano, scrivendo che «gioca tra armonia e brillante follia», in cui la cantante «si adatta perfettamente alla musica [...], facendo scorrere il brano tra vita vissuta e fotografie di storie e sentimenti quotidiani». La medesima testata ha definito il brano come il migliore del 2018, apprezzandola come «una bellissima realtà del nuovo cantautorato».
Recensendo l'album per Rolling Stone Italia, Mattia Barro riporta che «si manifesta esteticamente in un linguaggio che riesce, in certe occasioni, a fuggire le briglie del vecchio pop per tentare un approccio contemporaneo alla scrittura», sebbene la produzione «tutta archi e pathos» sia «così dentro la tradizione italica da schiacciare testo e melodia». Successivamente il brano è stato inserito al quinto posto tra i Migliori singoli italiani del 2018 dal medesimo sito.

## Video musicale
Il videoclip, diretto dal duo YouNuts! e formato da Niccolò Celaia e Antonio Usbergo, è stato pubblicato in concomitanza con l'uscita del singolo, cioè il 28 settembre 2018. Protagonista del video è la stessa Elisa Toffoli, che si ritrova più volte sotto la pioggia, facendo riferimento al testo della canzone. Il video è stato realizzato in bianco e nero, come è stato fatto con Quelli che restano, il precedente singolo interpretato con Francesco De Gregori.

## Tracce
Testi e musiche di Dario Faini, Edoardo D'Erme e Vanni Casagrande.
1. Se piovesse il tuo nome – 3:20
2. Se piovesse il tuo nome (feat. Calcutta) – 3:14

## Successo commerciale
Debuttato alla settima posizione, il singolo recupera posizioni settimana dopo settimana raggiungendo la vetta nella classifica airplay italiana, risultando quindi il brano più trasmesso dalle emittenti radiofoniche per quattro settimane consecutive (dalla 43 alla 46).
Sceso alla seconda posizione durante la settimana 47, il brano riacquista la vetta durante la settimana 48, durante la quale viene anche certificato disco d'oro per aver superato le 25 000 copie vendute; è ancora in classifica durante le settimane 49, 51, 52 e 1 del 2019.
Durante la settimana 51, il singolo a quasi tre mesi dalla pubblicazione, risale nella classifica FIMI dei singoli più venduti in Italia, risultando al 4º posto.
Il singolo entra anche nella top 20 di Spotify risultando essere tra i brani più riprodotti sulla piattaforma.
Il brano, nella classifica di fine anno stilata da EarOne si piazza al 26º posto, 11° tra gli artisti italiani, fra i 100 brani più trasmessi dalle radio nel 2018.
Nella settimana 1 del 2019 avendo superato le 50 000 copie vendute il singolo viene certificato disco di platino.
Nella settimana 19 del 2019 viene invece certificato doppio disco di platino per aver venduto oltre 100 000 copie.
In Italia è stato anche il 98º singolo più trasmesso dalle radio nel 2019, rimanendo anche nella top 100 del secondo anno.
Nella settimana 46 del 2023, ad oltre 5 anni dalla pubblicazione, viene certificato triplo disco di platino per aver venduto oltre 300.000 copie.
Nella settimana 49 del 2024 il brano viene certificato quattro volte disco di platino per aver superato le 400.000 copie vendute, confermandosi dunque come il singolo della cantautrice con il maggior successo commerciale. 

## Classifiche
| Classifica (2018) | Posizione massima |
| ----------------- | ----------------- |
| Italia            | 4                 |

### Classifiche di fine anno
| Classifica (2019) | Posizione |
| ----------------- | --------- |
| Italia            | 65        |

## Versione con Calcutta
Il 14 dicembre il singolo è stato pubblicato sulle principali piattaforme streaming in una nuova versione in cui Elisa duetta con Calcutta.